# Andromeda II
Andromeda II este o galaxie pitică sferoidală care face parte din Grupul Local. A fost descoperită de către Sidney van den Bergh în 1970, în același timp cu galaxiile Andromeda I, Andromeda III și Andromeda IV.
Aflată la distanța de aproape 2,3 milioane de ani-lumină de Sistemul Solar, Andromeda II este situată între Galaxia Andromeda și Galaxia Triunghiului și este dificil să se spună a cărei satelit este.